# Fruchtbarkeit
Als Fruchtbarkeit oder Fertilität, auch Fortpflanzungsfähigkeit, wird die Fähigkeit bezeichnet, Nachkommen („Früchte“) hervorzubringen. Das Gegenteil ist Sterilität.

## Definitionen
Die Bezeichnungen Fruchtbarkeit und Fertilität sowie daraus abgeleitete Varianten werden in unterschiedlichen Zusammenhängen verwendet:
- Als Früchte im engeren Sinne werden in der Botanik die Blüten von Pflanzen im Zustand der Samenreife bezeichnet; im weiteren Sinne wird diese Bezeichnung aber auch auf andere mehrzellige Organismen übertragen. Im früheren Sprachgebrauch war daher auch das Wort „Leibesfrucht“ die Bezeichnung für einen menschlichen Embryo bzw. Fötus. In Medizin und Biologie wird auch das Synonym Fertilität (vom lateinischen fertilis = fruchtbar, ergiebig, befruchtend) in Bezug auf den Menschen benutzt.
- Als Fekundabilität wird die Wahrscheinlichkeit, eine Schwangerschaft pro Menstruationszyklus zu erreichen, bezeichnet und in Prozent ausgedrückt.
- Die Fekundität gibt die Anzahl erfolgreicher Schwangerschaften pro weiblichem Individuum an.
- Im übertragenen Sinn steht die Fruchtbarkeit einer Person oder eines Volkes für deren bzw. dessen eigene Schaffenskraft, Kreativität und Stärke.
- In der Demografie wird mit der totalen Fertilitätsrate (TFR) eine rechnerische Durchschnittsgröße verwendet, welche die Zahl der Kinder angibt, die eine (Durchschnitts-)Frau im Laufe ihres Lebens – meist zwischen ihrem 15. und 45. Lebensjahr – zur Welt bringt.
- In der Geologie spricht man von einem fertilen Mantel, wenn dieser noch nicht an einer seiner chemischen Komponenten durch partielle Aufschmelzung verarmt ist.

## Begriffsklärung
Die Fruchtbarkeit einer Pflanzenart ist ein Maß für die Anzahl neuer Pflanzen, die bei jedem Fortpflanzungszyklus hervorgebracht werden. Sie bestimmt, wie stark sich diese Pflanzenart in einem Gebiet ausbreitet, wenn erste Pflanzen dieser Art in diesem Gebiet neu erscheinen oder wie groß die Fähigkeit dieser Pflanzenart ist, trotz der Konkurrenz durch andere Pflanzenarten in einem Gebiet den Bestand an Exemplaren zu bewahren oder zu verstärken.
Die Fruchtbarkeit in Bezug auf die menschliche Fortpflanzung ist ein Begriff, der tief in der Menschheitsgeschichte verwurzelt ist. Er hat in zweierlei Hinsicht mit dem Fortbestand zu tun:
- Zum einen durch den Ackerbau und die damit vor mehr als 10.000 Jahren begonnene Landwirtschaft, die zur Entwicklung der heutigen materiellen Kultur entscheidend beigetragen hat. In diesem Zusammenhang spielten die Bodenfruchtbarkeit, aber auch die Fruchtbarkeit des Viehs eine wichtige Rolle. Es gibt zahlreiche Ansätze, diese Formen der Fruchtbarkeit zu steigern und damit den Ertrag zu erhöhen. Düngung der Böden oder die Züchtung besonders leicht zur Reproduktion zu bringender Nutztierarten sind dabei nur zwei der am häufigsten angewandten Methoden.
- Zum anderen durch die menschliche Fruchtbarkeit, also die Zeugungsfähigkeit von Männern und die Gebärfähigkeit von Frauen. In diesem Zusammenhang findet man durchgehend in allen Kulturkreisen Fruchtbarkeitsriten und Fruchtbarkeitssymbole sowie in den Religionen und Glaubensrichtungen Einflüsse von Gottheiten.

## Bestandserhaltungsniveau
Fertilität und Mortalität sind die Einflussfaktoren des natürlichen Bevölkerungswachstums. Dabei unterschreiten die meisten Industrieländer schon seit den 1970er Jahren die „magische Schwelle“ von 2,1 Kindern pro Frau, das Bestandserhaltungsniveau, auch einfaches Ersatzniveau bzw. Ersatzniveau der Fertilität genannt, unterhalb dessen die Bevölkerungszahl langfristig abnimmt. Das Bestandserhaltungsniveau ist die durchschnittliche Kinderzahl pro Frau (zusammengefasste Geburtenziffer), die erforderlich wäre, um den Bevölkerungsbestand bei den gegebenen Sterblichkeitsverhältnissen konstant zu halten.

## Äußere Faktoren, die die Fruchtbarkeit verändern

### Zeitliche Einflüsse
Die Phase des Menschenlebens, in der dieser fruchtbar und zeugungsfähig ist, beginnt mit der Pubertät und endet für Frauen mit den Wechseljahren (Klimakterium). Die weibliche Fruchtbarkeit erreicht ihren Höhepunkt Anfang 20 und beginnt nach dem 35. Lebensjahr signifikant abzunehmen. Die Menopause tritt gewöhnlich zwischen dem 45. und 55. Lebensjahr ein, durchschnittlich im Alter von 50 bis 51 Jahren. Männer hingegen können bis ins hohe Alter zeugungsfähig sein. Allerdings kann die Spermienqualität mit zunehmendem Alter abnehmen.

### Umweltfaktoren
Die Fruchtbarkeit von Menschen kann durch diverse Einflüsse, wie etwa Krankheiten oder die Belastung mit (Umwelt-)Giften negativ beeinflusst werden. Dazu zählt z. B. der Genuss von Alkohol oder eine chronische Bleivergiftung. Starkes Rauchen schädigt den Uterus und verringert die Fertilität, denn die befruchtete Eizelle kann sich nur schwer im Endometrium einnisten. In einer Studie wurde die Hälfte der Frauen, die rauchten, schwanger, bei starken Raucherinnen war es nur ein Drittel der Frauen.
„Per- und polyfluorierte Chemikalien (PFC) zählen zum Langlebigsten, was sich Chemiker erdacht haben, und sie können nicht nur bei Tieren, sondern offenbar auch beim Menschen die Fertilität herabsetzen. Je höher die Konzentration an Perfluoroctansäure (PFOA) oder an Perfluorhexansulfonsäure (PFHxS) im Blut einer Frau, desto länger dauerte es, bis sie schwanger wurde, oder desto wahrscheinlicher war es, dass sie sich wegen Unfruchtbarkeit in Therapie begeben musste. Das ist ein Ergebnis der kanadischen MIREC-Studie (Maternal-Infant Research on Environmental Chemicals), die die bislang größte Zahl schwangerer Frauen untersuchte, um mögliche schädliche Einflüsse von Umweltchemikalien auf Schwangerschaft und kindliche Gesundheit zu ermitteln.“
Ernährung und Gesundheitsvorsorge, aber auch zivilisatorische Einflüsse wie das Vorhandensein von Ausbildungsstätten oder die Möglichkeit, Kindererziehung und die eigenen Bedürfnisse miteinander zu koordinieren, bestimmen ebenfalls die Fruchtbarkeit einer beliebigen Gruppe der Menschheit, sowohl im Rahmen der Staaten als auch im Rahmen anderer Gruppierungen (Städte, Regionen, soziale Gruppen).